# John Boyd Dunlop
John Boyd Dunlop (5. februar 1840 i Skotland – 23. oktober 1921) var en skotsk opfinder, der var en af grundlæggerne af det gummifirma, der bar hans navn – Dunlop Pneumatic Tyre Company.
Dunlop blev født på en gård i Dreghorn, North Ayrshire, og studerede til dyrlæge ved University of Edinburgh. Han udøvede sin profession i næsten 10 år på hjemegnen inden han flyttede til Downpatrick, Irland, i 1867 hvor han etablerede klinik sammen med sin bror.
I 1887 udviklede han det første praktisk anvendelige oppustelige dæk til brug for sønnens tricykel, afprøvede det og udtog patent 7. december 1888. Men to år efter han fik patentet, fik han officielt at vide at det var ugyldigt, da den skotske opfinder Robert William Thomson (1822 – 1873), havde patenteret ideen i Frankrig i 1846 og i USA i 1847.